# Ekkalarp Hanpanitchakul
Ekkalarp Hanpanitchakul (thailändisch เอกลาภ หาญพานิชกิจ, * 8. Mai 1994) ist ein thailändischer Fußballspieler.

## Karriere
Ekkalarp Hanpanitchakul spielte von 2017 bis 2018 beim Erstligisten Suphanburi FC. Mit dem Club aus Suphanburi spielte er in der ersten Liga des Landes, der Thai League. Für Suphanburi absolvierte er ein Erstligaspiel. 2019 wechselte er zum Zweitligisten Samut Sakhon FC nach Samut Sakhon. In der zweiten Liga, der Thai League 2, absolvierte er 20 Spiele für Samut. 2020 nahm ihn der Ligakonkurrent Navy FC aus Sattahip unter Vertrag. Für die Navy stand er 31-mal in der zweiten Liga auf dem Spielfeld. Am 1. Juni 2021 unterschrieb er in Ratchaburi einen Vertrag beim Erstligisten Ratchaburi Mitr Phol. Nach einer Saison und 17 Erstligaspielen für den Verein aus Ratchaburi wechselte er im Juni 2022 auf Leihbasis zum Ligakonkurrenten Nakhon Ratchasima FC. In der Hinrunde 2022/23 absolvierte er für den Klub aus Nakhon Ratchasima vier Erstligaspiele. Zur Rückrunde wechselte er im Dezember 2022 ebenfalls auf Leihbasis nach Nakhon Pathom zum Zweitligisten Nakhon Pathom United FC. Am Ende der Saison 2022/23 feierte er mit Nakhon Pathom die Meisterschaft und den Aufstieg in die erste Liga. Für den Verein bestritt er 14 Zweitligaspiele. Im Sommer 2023 kehrte er nach Ratchaburi zurück. Nach der Rückkehr nach Ratchaburi wurde sein Vertrag nicht verlängert. Der Drittligist Samut Sakhon City FC nahm ihn vor Beginn der Saison 2023/24 unter Vertrag. Mit seinem ehemaligen Verein spielte er 20-mal in der Bangkok Metropolitan Region der Liga. Nach einem Jahr in der dritten Liga wechselte er im Sommer 2024 in die zweite Liga. Hier schloss er sich in Phrae dem Phrae United FC an.

## Erfolge
Nakhon Pathom United FC
- Thailändischer Zweitligameister: 2022/23  ▲